# Sanmenxiadammen
Sanmenxiadammen är en damm i Kina. Den ligger i den centrala delen av landet, 700 km sydväst om huvudstaden Peking. Sanmenxia Shuiku ligger 316 meter över havet. Arean är 85 kvadratkilometer. Runt Sanmenxia Shuiku är det i huvudsak tätbebyggt. Den sträcker sig 24,4 kilometer i nord-sydlig riktning, och 47,6 kilometer i öst-västlig riktning.